# Fuensanta Aroca Bisquert
Fuensanta Aroca Bisquert (Madrid, 25 de septiembre de 1969.) es una matemática española radicada en México. Se desempeña como investigadora en el Instituto de Matemáticas (unidad Oaxaca) de la Universidad Nacional Autónoma de México (UNAM).

## Biografía
Aroca era estudiante de grado en la Universidad Autónoma de Madrid, donde se graduó en 1992. Completó un doctorado en 2000 en la Universidad de Valladolid; su disertación, Métodos algebraicos en ecuaciones diferenciales de primer orden en el campo complejo, fue supervisada por José M. Aroca Hernández Ros.
Es investigadora del Instituto de Matemáticas de la UNAM desde 2004.
Su investigación matemática implica el uso de series de potencias para resolver ecuaciones diferenciales, teoría de la singularidad y geometría tropical. También ha publicado investigaciones sobre la detección de la salud mental y ha hablado sobre la discriminación y el acoso en matemáticas.

## Reconocimiento
Aroca fue elegida miembro de la Academia Mexicana de Ciencias en 2022.